# إسحاق هايدن
إسحاق هايدن (Isaac Hayden) (22 مارس 1995 في تشيلمسفورد في المملكة المتحدة – )؛ هو لاعب كرة قدم انجليزي يلعب في نادي نيوكاسل يونايتد كوسط ميدان. كذلك مثّل اللاعب ناديي أرسنال وهال سيتي.

## روابط خارجية
- إسحاق هايدن على موقع قاعدة بيانات كرة القدم.إي يو (الإنجليزية)
- إسحاق هايدن على موقع ناشيونال فوتبول تيمز (الإنجليزية)
- إسحاق هايدن على موقع Soccerbase.com (لاعب) (الإنجليزية)
- إسحاق هايدن على موقع Soccerway.com (الإنجليزية)
- إسحاق هايدن على موقع عالم كرة القدم.نت (الإنجليزية)
- إسحاق هايدن على موقع AS.com (الإسبانية)